# Prieuré-donjon de La Ferté-Hauterive

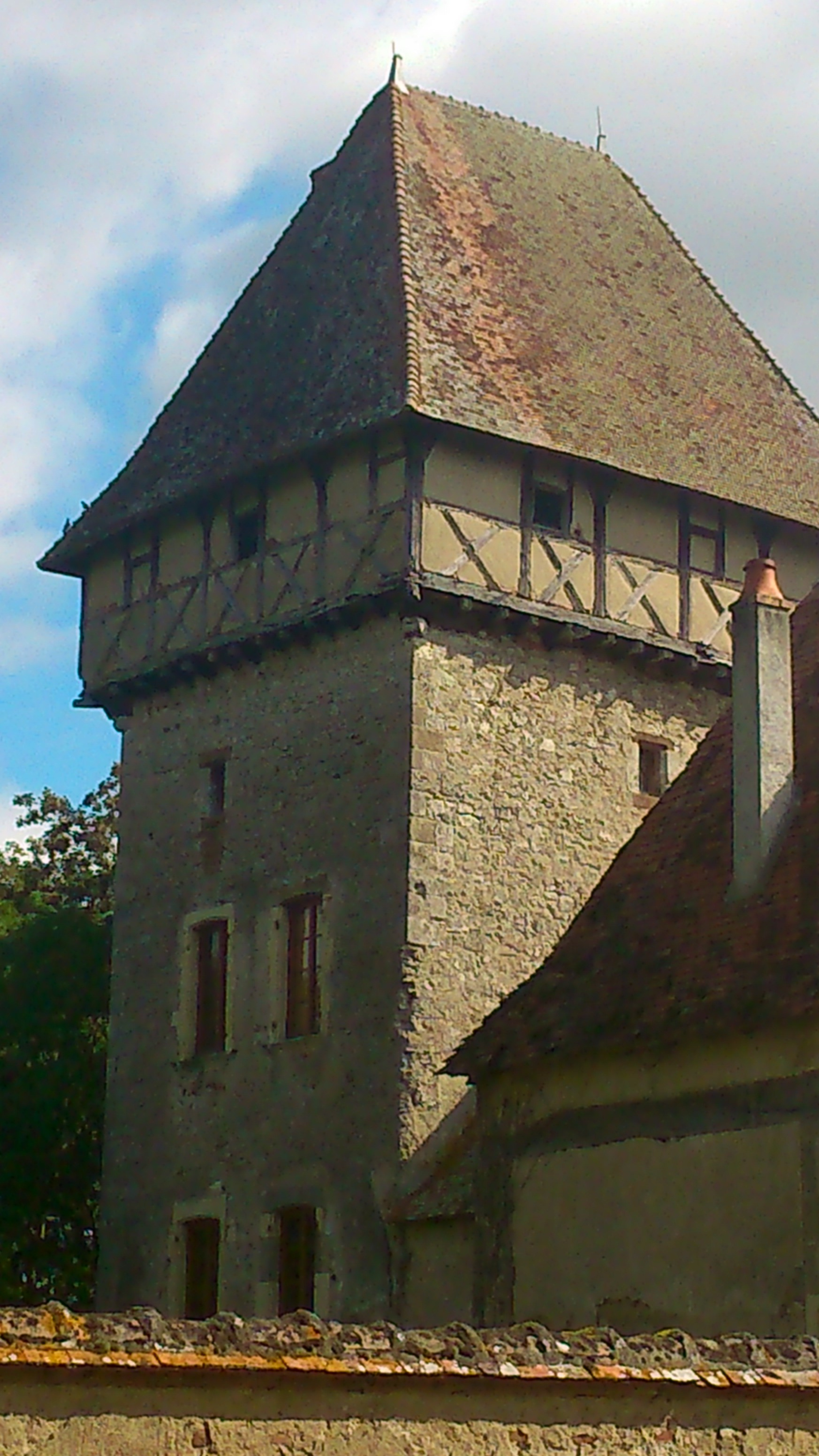
Le donjon.

Le prieuré-donjon de La Ferté-Hauterive est un prieuré situé à La Ferté-Hauterive, en France.

## Localisation
Le prieuré-donjon est situé sur la commune de La Ferté-Hauterive, dans le département de l'Allier, en région Auvergne-Rhône-Alpes.

## Historique
L'édifice est inscrit au titre des monuments historiques en 1986.

## Description
Le donjon rectangulaire est couronné, sous la toiture à quatre pans, d'un étage en encorbellement construit en pan de bois avec des hourds.